# Château de Noaillac
Le château de Noaillac est un château situé sur la commune du Penne-d'Agenais, dans le département de Lot-et-Garonne .

## Historique
Une tour de style roman a dû être édifiée à la fin du XIIe siècle ou du premier quart du XIIIe siècle. Elle n'est visible que de l'intérieur du château dans lequel elle a été encastrée. Le château de Noaillac n'est pas cité dans les hommages du XIIIe siècle. Les membres de la famille de Noaillac ou Noalhac cités dans les textes sont apparentés aux familles Paga.
L'ostal de Noaillac est cité en 1416 comme possession d'Arnaud Bayle. C'est probablement à cette époque que la salle voûtée a été construite à côté de la tour.
Ao XVe siècle, le château est une co-seigneurie par les familles de Bonal et de Latour. 
Charles de Montpezat est seigneur de la terre de Noaillac. Il a rendu hommage au roi le 20 août 1472 des châteaux et châtellenie de Montpezat, Linias, Aiguillon, Pressas, Dolmayrac et terre de Noaillac avec ses appartenances dans la juridiction de Penne. Sa sœur, Esther de Montpezat, mariée à Hélie de Bonal, en hérite à sa mort. Son fils, Jean de Bonal, est seigneur de Noaillac, Bonal-la-Roquette et la Tour de Lascombes. Yon de Bonal rend hommage au roi François Ier le 5 avril 1540 pour ses terres de Noaillac, Bonal-la-Roquette et LaTour de Lascombes.
Cette présence de coseigneurs peut expliquer la construction d'une seconde résidence à l'intérieur de l'enceinte castrale dans les premières années du XVIe siècle. En même temps, l'ancien château est agrandi avec la construction d'une tour d'escalier à vis, avec un nouveau logis ajouté contre le donjon. Ces travaux semblent terminés avec la construction de la chapelle castrale en 1530. Dans la seconde moitié du XVIe siècle, la famille de Latour a regroupé l'ensemble du château au profit de Jean de Latour.
En 1572, Antoine de Latour vend le château à Antoine de Ladugie. Sa fille unique, Catherine de Latour, se marie en 1587 avec le capitaine huguenot Jean de Vivans, fils de Geoffroy de Vivans. La seconde résidence est délaissée et des travaux importants sont faits dans la première résidence à la fin du XVIe siècle et les premières décennies du XVIIe siècle. Un nouveau logis est construit englobant la tour romane. Leur fils, Pierre de Vivans, marié avec Marie Daussy, meurt avant 1656. Leur fille, Anne de Vivans de Noaillac, s'est mariée en 1656 avec Jean de Vivans, sieur de Launay, décédé le 8 décembre 1691, sans descendance. Henri de Vivans, son frère, brigadier de cavalerie, sieur de Launay, de Saint-Christau, seigneur de Noaillac est marquis de Vivans. Il s'est marié en 1655 avec Suzanne de Capvert, décédée en 1704. Leur fils Jean de Vivans, lieutenant général des armées du roi, est marquis de Noaillac, mort en 1719. Il est marié à Louis de Meuves (1701-1752) dont il a une fille, Suzanne-Marie de Vivans, marquise de Noaillac, mariée en 1722 avec Pierre-Antoine de Jaucourt (1687-1780), marquis de Chantôme.
La seigneurie de Noaillac est érigée en marquisat en 1696. 
Le 13 septembre 1776, Bernard Dedieu (de Dieu), Ecuyer, Conseiller Secrétaire du Roy, contrôleur en la chancellerie près de la cour des Aides de Guyenne, seigneur de la baronnie de Samazan, acheta le château à Armand de Jaucourt (ndlr : dont je possède le parchemin original de l'acte d'achat). Décédé en 1788 à Saint-Domingue...(Richard Louvigny). 
Pendant la Révolution, Noaillac est racheté par Nicolas de Neymet, originaire de Hautefage la Tour. Le château restera dans cette famille jusqu'en 1952.  
Le cadastre de 1830 montre qu'il n'y a pas eu d'adjonctions depuis cette date.
Le monument a été inscrit au titre des monuments historiques depuis le 24 décembre 1990,,.